# عفيف الدين الكيلاني
عفيف الدين عبد القادر منصور الكيلاني، داعية إسلامي، عراقي.

## سيرته
ولد عفيف الدين عبد القادر منصور صفاء الدين عبد الرحمن الكيلاني النقيب، في بغداد عام 1392 / 1972م، وهو رجل دين عراقي وعالم مسلم مقيم في كولالمبور في ماليزيا، حفيد عبد الرحمن الكيلاني النقيب أول رئيس وزراء عراقي في العصر الحديث ونقيب أشراف بغداد ، درس عفيف الكيلاني في جامعة بغداد وأجيز بالعديد من الإجازات العلمية المسندة من خيرة وأبرز علماء العالم الإسلامي ومن أهمهم، عبد الكريم المدرس - مفتي الديار العراقية السابق، والذي كان له أبرز الأثر في حياته العلمية ودعوته الإصلاحية ومحمد رمضان عبد الله وأحمد عمر هاشم العالم الأزهري والشيخ عبد الملك السعدي والدكتور أحمد الكبيسي والشيخ الإمام محمد متولي الشعراوي والشيخ اليماني الحبيب عمر بن حفيظ والمؤرخ الدكتور عماد عبد السلام رؤوف، وعفيف الدين الجيلاني تنسب إليه العديد من البحوث والدراسات المنشورة على شبكة الإنترنت وباللغتين الإنكليزية والعربية، وهو رئيس مركز (دار الجيلاني العالمية)، وهي الدار التي تهتم بالدراسات الإسلامية والصوفية والقادرية.

## من أعماله
- له نشاط علمي على شبكة الإنترنت من خلال موقع دار الجيلاني الذي يشرف عليه، وهو منتدى متخصص في الدراسات العقائدية والفقهية تابع لمؤسسة دار الجيلاني العالمية التي يديرها بنفسه، وله موقع اخر على الشبكة يعرف بموقع «أمانة الوارثين»  وله مكتبة كبيرة للعلوم الإسلامية. وقد أثريت هذه المكتبة بالمخطوطات النفيسة والكتب القيّمة والمقالات والبحوث العلمية التي ساهمت في التوعية بتراث أهل السنة والجماعة.[3]
- قام بأعداد العديد من المؤتمرات الدينية والاشراف عليها ودعوة الناس المتخصصة لحضورها وذلك كونه رئيس مؤسسة دار الجيلاني العالمية ومؤسسة أمانة الوارثين وشهدت هذه المؤتمرات الاقبال الكبير وكان آخرها في ماليزيا وقد حضره عدد كبير من العلماء والشخصيات العامة وعلى رأسها الملك ورئيس الوزراء الماليزي.
- قام بإلقاء المحاضرات والأشتراك في المؤتمرات والندوات في عدد كبير من البلدان كـمصر والمغرب وسنغافورة والهند وباكستان وبنغلادش وسريلانكا والكويت وتركيا، وأمريكا وأوربا وأستراليا.
- حضر عددا من المؤتمرات العلمية (أكثر من مائة مؤتمر علمي)، وقدم بها دروسا في أكثر من ثلاثين دولة في العالم.[4]
- قام بإحياء دروس العلم على الطريقة القديمة (المشيخية) فشرح كتب الفقه والأصول والحديث والتفسير واللغة.

## جوائز وتكريمات
كرم بالعديد من الجوائز والتكريمات ومن عدد كبير من المؤسسات العلمية والدينية في البلدان الإسلامية وغير الإسلامية وكان اخرها، في الشهر 8 سنة 2014 منحته IIOC College of Islamic Studies لندن _ المملكة المتحدة، شهادة دكتوراه فخرية، برقم 7356159، تقديراً لمساهمته في مجال الدعوة للإسلام الوسطي الحضاري.